# Mark Gatiss
Mark Gatiss (* 17. října 1966, Sedgefield, County Durham, Anglie, Spojené království) je britský herec, scenárista, spisovatel a komik. Je známý jako člen komediální skupiny The League of Gentlemen spolu s Reecem Shearsmithem, Stevem Pembertonem a Jeremym Dysonem. Dále také byl scenáristou a účinkoval v seriálech Doctor Who a Sherlock.

## Osobní život
Narodil se v Sedgefieldu v County Durham v Anglii, kde vyrůstal naproti eduardovské psychiatrické kliniky, kde pracovali jeho rodiče. Mezi jeho záliby v dětství patřilo sledování Doctora Who a filmů Hammer Horror v televizi, čtení Sherlocka Holmese a Herberta George Wellse a sbírání zkamenělin. Všechny tyto zájmy podnítily jeho tvůrčí práci v dospělosti.
Navštěvoval základní školu Heighington CE Primary School a Woodham Comprehensive School v Newton Aycliffu. Na druhé uvedené chodil o dva ročníky výše než Paul Magrs, jeden z dalších autorů Doctora Who.
Je otevřený homosexuál a v letech 2010 a 2011 se objevil na žebříčku nejvíce vlivných homosexuálů, vydaným magazínem The Independent on Sunday's. Je v partnerství s hercem Ianem Hallardem a mají labradora jménem Bunsen. Jednou postavil viktoriánskou laboratoř u nich doma na West Endu, jako splnění si dalšího z dětských snů.

## Filmografie
| Rok       | Název                            | Role                   | Poznámky |
| --------- | -------------------------------- | ---------------------- | --- |
| 1999–2002 | The League of Gentlemen          | Různé role             | 1. a 2. série Také jeden z tvůrců a scenáristů |
| 2001      | Spaced                           | Agent                  | |
| 2001      | Randall & Hopkirk                | Inspektor Large        | |
| 2001      | Nevěsta přes internet            | Porter                 | |
| 2002      | The League of Gentlemen          | Různé role             | 3. série Také jeden z tvůrců a scenáristů |
| 2003      | Nighty Night                     | Glenn Bulb             | |
| 2003      | Rozverná mládež                  | Estate agent           | |
| 2004      | Sex Lives of the Potato Men      | Jeremy                 | |
| 2004      | Catterick                        | Peter                  | |
| 2004      | Slečna Marplová                  | Ronald Hawes           | Epizoda: "Vražda na faře" |
| 2005      | Match Point - Hra osudu          | Hráč ping pongu        | |
| 2005      | The Quatermass Experiment        | John Patterson         | |
| 2005      | Nighty Night                     | Glenn Bulb             | |
| 2005      | Funland                          | Ambrose Chapfel        | |
| 2005      | Zkáza spolku gentlemanů          | Různé role Sám sebe    | |
| 2006      | Fear of Fanny                    | Johnnie Cradock        | |
| 2006      | Zahřívací kolo                   | Bamber Gascoign        | |
| 2007      | Žabákova dobrodružství           | Ratty                  | |
| 2007      | Doctor Who                       | Professor Lazarus      | Epizoda: "The Lazarus Experiment" |
| 2007      | Jekyll                           | Robert Louis Stevenson | |
| 2008      | Clone                            | Colonel Black          | |
| 2008      | Zachraňte Jimmyho                | Jakki                  | |
| 2008      | Psychoville                      | Jason Griffin          | |
| 2008      | Crooked House                    | Kurátor                | Také tvůrce a scenárista |
| 2009      | Hercule Poirot: Schůzka se smrtí | Leonard Boynton        | Epizoda: "Appointment with Death" |
| 2010      | Worried About the Boy            | Malcolm MacLaren       | |
| 2010      | The First Men in the Moon        | Profesor Cavor         | Také scenárista |
| 2010      | A History of Horror              | Sám sebe               | Dokumentární Také scenárista |
| 2010–2017 | Sherlock                         | Mycroft Holmes         | Také jeden z tvůrců seriálu Scenárista epizod "Pes baskervillský", "Velká hra", "Prázdný pohřebák", "Přízračná nevěsta" (spolu se Steven Moffat) a "Šest železných dam" |
| 2011      | Doctor Who                       | Gantok                 | Epizoda: "The Wedding of River Song" |
| 2011      | The Infinite Monkey Cage         | Sám sebe               | Epizoda: "The Science of Christmas" |
| 2012      | Cena za lidskost                 | Pan Snow               | |
| 2012      | Horrible Histories               |                        | jako část "The League of Gentlemen" |

### Knihy

#### NovelyDoctor Who
- Nightshade (ISBN 0-426-20376-3)
- St Anthony's Fire (ISBN 0-426-20423-9)
- The Roundheads (ISBN 0-563-40576-7)
- Last of the Gaderene (ISBN 0-563-55587-4; a také ve vydání z roku 2013 ISBN 1-84990-597-5)

#### Sborník příspěvků ohledněDoctora Who
- Doctor Who: The Shooting Scripts (televizní scénář "The Unquiet Dead") (ISBN 0-563-48641-4)
- The Doctor Who Storybook 2007 (krátký příběh "Cuckoo-Spit") (ISBN 1-84653-001-6)
- The Doctor Who Storybook 2009 (krátký příběh "Cold") (ISBN 1-84653-067-9)
- The Doctor Who Storybook 2010 (krátký příběh "Scared Stiff") (ISBN 1-84653-095-4)
- The Brilliant Book Of Doctor Who 2011 (krátký příběh "The Lost Diaries of Winston Spencer Churchill") (ISBN 1-84607-991-8)
- The Brilliant Book Of Doctor Who 2012 (krátký příběh "George's Diary") (ISBN 1-84990-230-5)

#### The League of Gentlemen
- A Local Book for Local People (ISBN 1-84115-346-X)
- The League of Gentlemen: Scripts and That (ISBN 0-563-48775-5)
- The League of Gentlemen's Book of Precious Things (ISBN 1-85375-621-0)

#### NovelyLucifer Box
- The Vesuvius Club (ISBN 0-7432-5706-5)
- The Devil in Amber (ISBN 0-7432-5709-X)
- Black Butterfly (ISBN 0-7432-5711-1)

#### Ostatní non-fiction
- James Whale: A Biography (ISBN 0-304-32863-4)
- They Came From Outer Space!: Alien Encounters In The Movies (s Davidem Millerem) (ISBN 978-1-901018-00-4)

#### Ostatní fiction
- The King's Men (jako "Christian Fall") (ISBN 0-352-33207-7).
- The EsseX Files: To Basildon and Beyond (s Jeremym Dysonem) (ISBN 1-85702-747-7).

### Rozhlasové záznamy

#### Doctor Who
- Time Travellers: Republica
- Time Travellers: Island of Lost Souls
- Phantasmagoria
- Invaders from Mars